# Lansquenet
Il Lansquenet è stato un cacciatorpediniere della Marine nationale, appartenente alla classe Le Hardi

## Storia
Ultimato nel corso del 1940, il governo di Vichy gli cambiò nome il 1º aprile 1941 ribattezzandolo Cyclone. 
Il 27 novembre 1942, in seguito all'occupazione tedesca dei territori della Francia di Vichy, si autoaffondò a Tolone insieme al resto della flotta francese per evitare la cattura. 
Fu comunque giudicato riparabile e venne quindi recuperato durante il 1943. Incorporato nella Regia Marina come FR 34, il cacciatorpediniere fu sottoposto a Tolone a sommari lavori per rimetterlo in grado di galleggiare, poi fu avviato a rimorchio verso Genova, dove avrebbe dovuto essere ricostruito (durante tali lavori avrebbe dovuto essere peraltro dotato di armamento antisommergibile – 2 lanciabombe e 2 scaricabombe di profondità. 
Tuttavia l'armistizio sorprese l'unità, durante il rimorchio da Tolone a Genova, nel porto di Imperia: qui la nave venne catturata dalle truppe tedesche.
Il 24 aprile 1945 i tedeschi in ritirata autoaffondarono l'FR 34 nel porto di Genova.
Nel 1946 il relitto del cacciatorpediniere fu nuovamente recuperato e quindi restituito alla Francia. La Marina francese non ritenne comunque convenienti dei lavori di riattamento e così la malridotta nave non tornò mai più in servizio.
Il 22 settembre 1958 il relitto dell'FR 34 venne venduto per la demolizione.